# Subdivisió d'Aurangabad
Subdivisió d'Aurangabad fou una divisió administrativa del districte de Gaya, a la presidència de Bengala, i avui dia districte d'Aurangabad a l'estat de Bihar (Índia).
La població era el 1901 de 467.675 habitants (472.507 habitants el 1891). La capital era Aurangabad però la principal ciutat era Daudnagar amb 9.744 habitants el 1901 (més del doble que la capital). A Deo, seu de la família Deo, hi havia un bonic temple de pedra.